# 趙令畤
赵令畤（1064年—1134年），字景贶，又字德麟，号聊复翁，祖籍涿州保塞縣（今河北省清苑区），宋朝宗室。

## 生平
宋太祖次子燕王趙德昭玄孙，華原郡公趙世㬅三子。元祐六年（1091年）以承议郎签书颍州（今安徽阜陽）公事，時蘇軾为颍州太守，兩人交往頻繁、關係密切，常在一起飲酒作對，令畤擅寫詞，詞以柔婉清丽见长。次年五月五日（1092年6月18日）苏轼上疏舉荐令畤，宣仁太后以“宗室聰明者豈少哉？顧德行何如耳？”為由，將蘇軾的舉薦給駁回。同年十二月二十二日（1093年1月27日）再度上疏舉薦。元祐八年五月四日（1093年6月6日）任光祿寺丞。崇寧四年（1105年）因反對王安石變法被列為元祐黨人，而被免官賦閑在家十年，後依附宦官谭稹。宣和年間，被譚稹徵聘為泗州幕僚。绍兴初年（1131年）官至右朝請大夫，主管大宗正司，宋高宗下旨將其調環衛官，改任右监门卫大将军、荣州防御使，权知大宗正事，吕颐浩上奏說：“令畤讀書能文，蘇軾嘗薦之，已不須易。”宋高宗則回說：“令畤昔事譚稹，為清議所薄。”次年八月十九日（1132年10月6日）吏部、禮部、太常寺以令畤屬近行尊合，依例接替再從兄弟令話袭封安定郡王爵，迁洪州觀察使、宁远军承宣使。紹興四年（1134年）去世，宋高宗下令輟朝三日。同年十月，赠开府仪同三司。紹興五年六月二日（1135年7月21日）由族兄弟武經大夫令玒接替世襲安定郡王爵。

## 著作
著有《聊復集》一卷、《侯鲭录》八卷等。

## 引用
1. ↑  北宋·李廌，《濟南集》（卷3）：
“趙德麟中秋生日

中秋月，風露淒清光倍潔。

皓氣澄霄萬象沉，孤光散彩繁星滅。

中秋潮，江海鯨波此日高。

倒捲東溟蕩平陸，逆撼九江翻怒濤。

治平初年歲執徐，越王國邸生英儒。

虎腰燕頷岩電目，鳳準犀顱冰雪膚。

九天月華為爽氣，識照古今窺聖秘。

胸中洞達不容塵，瑩似太華無滓濊。

浙江潮頭為駿聲，名滿宇縣高崢嶸。

詞源落筆波濤動，馮夷陽侯皆震驚。

裕陵求人如不足，搜選群材起巖谷。

網羅英雄至四海，晚獲天麟在王族。

除書令上芸香閣。中秘校讎專筆削。

辭榮寧作卿寺僚，外遷肯入諸侯幕。

人嗟官冷久淹回，我知解養王佐才。

聖朝方欲相宗室，黑頭作公坐三台。

年年特班謝明主，寶床禮物來傍午。

兩軍戲伎候掖門，馬首迎歸入公府。

我雖無能世或取，尚可與君為詔語。”
2. ↑  北宋·賀鑄，《慶湖遺老詩集》（卷6）：“送趙令畤之官陳州兼簡周文清，趙字景貺，越懿王玄孫，時蔡僕射鎮淮陽，丙寅十二月。”
3. ↑  北宋·蘇軾，《東坡全集》（卷92）：“宋有天下百餘年，所與分天工治民事者，皆取之疏遠側微，而不私其親。故宗室之賢，未有以勛名聞者。神宗皇帝實始慨然，欲出其英才與天下共之，增立教養選舉之法，所以封植而琢磨之者甚備。行之二十年，而文武之器，彬彬稍見焉。元祐六年，予自禁林出守汝南，始與越王之孫、華原公之子簽書君令畤遊。得其為人，博學而文，篤行而剛，信於為道，而敏於為政。予以為有杞梓之用，瑚璉之貴，將必顯聞於天下，非特佳公子而已。昔漢武帝幸雍祠五畤，獲白麟以薦上帝，作《白麟之歌》，而司馬遷、班固書曰‘獲一角獸’，‘蓋麟雲’。‘蓋’之為言疑之也。夫獸而一角，固麟矣，二子何疑焉？豈求之武帝而未見所以致麟者歟？漢有一汲黯，而武帝不能用，乃以白麟赤雁為祥，二子非疑之，蓋陋之也。今先帝立法以出宗室之賢，而主上虛己盡下，求人如不及，四方之符瑞皆抑而不聞，此真獲麟者也。麟固不求獲，不幸而有是德與是形，此麟之所病也。今君學道觀妙，淡泊自守，以福貴為浮雲，而文章議論，載其令名而馳之，既有麟之病矣，又可得逃乎。敬字君德麟，而為之說。”
4. ↑  明·蔣一葵，《堯山堂外紀》（卷53）：“趙令畤字德麟，號聊復翁。東坡之友，襲封安定郡王。”
5. ↑  .   [2020-08-17]. （原始内容存档于2021-04-21）.
6. ↑  .   [2020-08-17]. （原始内容存档于2021-05-08）.
7. ↑  元·脫脫等，《宋史》（卷215~218）：“永興軍節度使贈太師中書令兼尚書令燕王德昭→舒國公惟忠→宣城侯從謹→華原郡公世㬅→東陽侯令率；贈右屯衞大將軍令瑀；安定郡王、贈太師令畤。”
8. ↑  元·脫脫等，《宋史》（卷244）：“令畤字德麟，燕懿王玄孫也，蚤以才敏聞。元祐六年，簽書潁州公事。”
9. ↑  《傳喬仲常《後赤壁賦圖》後趙令畤跋文考》，Francesca Leiper，2020年，總第837期，03期中，《美與時代》旬刊
10. ↑  南宋·王灼，《碧雞漫志》（卷2）：“王荊公長短句不多，合繩墨處，自雍容奇特。晏元獻公、歐陽文忠公，風流縕藉，一時莫及，而溫潤秀潔，亦無其比。東坡先生以文章餘事作詩，溢而作詞曲，高處出神入天，平處尚臨鏡笑春，不顧儕輩。或曰，長短句中詩也。為此論者，乃是遭柳永野狐涎之毒。詩與樂府同出，豈當分異。若從柳氏家法，正自不分異耳。晁無咎、黃魯直皆學東坡，韻制得七八。黃晚年閑放於狹邪，故有少疏蕩處。後來學東坡者，葉少蘊、蒲大受亦得六七，其才力比晁、黃差劣。蘇在庭、石耆翁入東坡之門矣，短氣步，不能進也。趙德麟、李方叔皆東坡客，其氣味殊不近，趙婉而李俊，各有所長。”
11. ↑  北宋·蘇軾，《東坡文鈔》（卷6）：“元祐七年五月初五日，龍圖閣學士左朝奉郎知潁州蘇軾狀奏。右臣聞之《詩》曰：‘懷德為寧，宗子維城。’宗室之有人，邦家之光，社稷之衛也。周之盛時，其卿士皆周、召、毛、原，非王之伯叔父，則其子弟也。逮至兩漢，河間、東平之德，歆、向之文，天下以為口實。而唐之宗室，武略如道宗、孝恭，文章如白與賀者，不可以一二數；而以功名至宰相者，有九人焉。自建隆以來，累聖執謙，不私其親，幹國治民，不及宗子，雖有文武異才，終身不試。神宗皇帝實始慨然，欲出其英髦，與天下共之，故增立教養選舉之法。行之二十年，出入中外，漸就器使，而未見有卓然顯聞稱先帝意者。豈無其人？蓋朝廷未有以大聳勸之耳。臣伏見承議郎簽書潁州節度判官廳公事令畤，事親篤孝，內行純備，博學經史，手不釋卷，吏事通敏，文采俊麗，志節端亮，議論英發，體兼眾器，無適不宜。臣嘗見其所著述，筆力雅健，博貫子史，蓋清廟之瑚璉，明堂之杞梓也。使其生於幽遠，猶當擢用，而況近托肺腑，已蒙試用者乎？伏望聖慈特賜考察，召致館閣，養其高才，而遂其遠業，以風動宗室，勸示海內，成先帝之意。不以臣人微言輕而廢其請也。若後不如所舉，臣甘伏朝典。謹錄奏聞，伏候敕旨。”
12. ↑  元·脫脫等，《宋史》（卷244）：“宣仁太后曰：‘宗室聰明者豈少哉？顧德行何如耳？’竟不許。”
13. ↑  北宋·蘇軾，《東坡先生奏議》（卷12）：“元祐七年十二月二十二日，龍圖閣學士左朝奉郎守兵部尚書兼侍讀蘇軾劄子奏。臣前任穎州日，曾論薦本州簽判承議郎趙令畤，儒學吏術，皆有過人，恭儉篤行，若出寒素。意望朝廷特賜進擢，以風曉宗室，成先帝教育之志。至今未蒙施行。令畤今已得替在京，若依前與外任差遣，臣竊惜之。欲乞檢會前奏，詳酌施行。取進止。”
14. ↑  南宋·李燾，《續資治通鑑長編》（卷484）：“起訖時間起哲宗元佑八年五月盡是年六月，五月……庚辰，承議郎、簽書潁州節度判官事趙令畤為光祿寺丞。”
15. ↑  《宋史》，P.409，陳振著，上海人民出版社，2003年04月初版，ISBN 978-72-0804-444-9
16. ↑  北宋·趙令畤，《侯鯖錄》（卷2）：“余崇寧中坐章疏，入籍為元祐黨人。”
17. ↑  北宋·張耒，《柯山集》（卷45）：“蘇公既謫嶺外，其所厚善者往往得罪。德麟亦閒廢且十年，其平生與公往還之跡，宜其深微而諱之矣。而德麟不然，寶藏其遺墨餘稿，無少棄捨，此序其甲也。予問其意，德麟慨然曰：‘此文章之傳者也，不可使後人致恨於我。’予曰：‘此正先生所謂篤行而剛信於為道者歟！’”
18. ↑  南宋·周南，《山房集》（卷8）：“按宣和年，以太尉遂寧軍節起復稹宣撫河東、燕山，稹辟置議幕管句几九人，德麟時為泗州族倅辟置，蓋其一也。”
19. ↑  明·邵經邦，《弘簡錄》（卷173）“紹興初，官至右朝請大夫。”
20. ↑  南宋·羅大經，《鶴林玉露》（卷7）：“東坡於世家中得王定國，於宗室中得趙徳麟，奨許不容口，定國坐坡累，謫賓州，瘴烟窟裏，五年面如紅玉，尤為坡所敬服，然其後乃階梁師成以進，而徳麟亦謟事譚稹。紹興初，徳麟主管大宗正司，有㫖令易環衞官。”
21. ↑  明·邵經邦，《弘簡錄》（卷173）“改右監門衛大將軍、榮州防禦使，權知大宗正事。”
22. ↑  南宋·羅大經，《鶴林玉露》（卷7）：“宰相吕頤浩奏曰：‘令畤讀書能文，蘇軾嘗薦之，已不須易。’高宗曰：‘令畤昔事譚稹，為清議所薄。’”
23. ↑  元·脫脫等，《宋史》（卷215~221）：“永興軍節度使贈太師中書令兼尚書令燕王德昭→舒國公惟忠→楚國公從信→少師、榮國公世闡→贈開府儀同三司令話。”
24. ↑  清·徐松，《宋會要輯稿》（冊3）：“紹興二年八月十九日，吏；禮部、太常寺言寧州觀察使安定郡王令話薨，伏見榮州防御使，權行在宗正司令畤時止切，屬近行尊合，依例襲封。”
25. ↑  明·邵經邦，《弘簡錄》（卷173）“遷洪州觀察使，終寧遠軍承宣使。”
26. ↑  清·徐松，《宋會要輯稿》（冊33）：“寧遠軍承宣使同知行在太宗正事安定郡王令畤，四年九月，輟三日。”
27. ↑  清·徐松，《宋會要輯稿》（冊2）：“寧遠軍承宣使同知行在大宗正事安定郡王令畤，四年十月，贈開府儀同三司。”
28. ↑  元·脫脫等，《宋史》（卷215~221）：“永興軍節度使贈太師中書令兼尚書令燕王德昭→建寧軍節度使魏王惟正→馮翊侯從讜→馮翊侯世潭→贈太保令玒。”
29. ↑  清·徐松，《宋會要輯稿》（冊3）：“五年六月二日，大宗正司奏安定郡王令畤薨，詔皇伯武經大夫令玒古邦切，可特授華州觀察使、安定郡王。”
30. ↑  《胡士瑩錄吳梅《詞選》油印本考述及輯校─兼談《詞學通論》的成書過程 （页面存档备份，存于）》，李保陽，2014年24卷，第3期，P.208，《中國文哲研究通訊》旬刊
31. ↑  《兩宋詩詞文綜論稿》，P.114，黃啟方著，臺大出版中心，2018年11月初版，ISBN 978-986-350-325-5